# IRIS WorkSpace
IRIS WorkSpace es un entorno de escritorio gráfico que permite el acceso al sistema de archivos IRIX junto con la administración simplificada del sistema a través del administrador del sistema. El IRIS WorkSpace fue utilizado por Silicon Graphics de 4D1-3.0 - IRIX 5.0. Fue sucedido en 1993 por el Indigo Magic Desktop presentado con IRIX 5.1 y la estación de trabajo SGI Indy. 